# Европейская хартия по вопросам равенства между женщинами и мужчинами в общественной жизни
Европейская хартия по вопросам равенства между женщинами и мужчинами в общественной жизни — внедрена советом европейских муниципалитетов и регионов в мае 2006 года. Этот документ предназначен для региональных и муниципальных властей Европы. Властям предложено было подписать хартию и обязаться ввести в силу положения документа на локальных территориях.

## Шесть основных принципов
- Равенство женщин и мужчин является основным правом человека;
- Разнообразные темы дискриминации опирающиеся на сексистские предубеждения, предубеждения касающихся религии, инвалидности, сексуальной ориентации, социально-экономической ситуации должны быть затронуты с целю обеспечения равенства позиции женщин и мужчин;
- Устойчивое участие женщин и мужчин в процессе принятия решений для демократичного общества;
- Исключение всякого рода стереотипов и вытекающих из них мнений;
- Учтение локальными и муниципальными властями нужд женщин и мужчин в равной степени;
- Тщательное планирование использования средств.

## Происхождение хартии
Совет европейских муниципалитетов и регионов всегда боролся за ликвидацию всякого рода дискриминации, в том числе и дискриминации связанной с полом. В 2005 году при финансовой поддержке Европейской комиссии совет занимался проектом «Город для равенства». Главной целю этого предприятия являлся сбор информации о совершенных случаях неравенства женщин и мужчин в органах муниципальной и локальной власти Европы, а также создание методологии помогающей чиновником в создании реального равноправия полов.
В конечной фазе проекта Совет европейских муниципалитетов и регионов, пользуясь финансовыми средствами Европейской Комиссии, занялся новым проектом, целью которого являлась хартия по вопросам равенства между женщинами и мужчинами в общественной жизни. Это предприятие было намерено склонить политиков к подписанию документа и внедрению его положений в силу.